# 斯拉夫人托马斯
斯拉夫人托马斯（希臘語：Θωμᾶς ὁ Σλάβος，羅馬化：Thōmas ho Slavos，約760年—823年10月）原本是一位来自本都地区的斯拉夫裔東羅馬帝國军事指挥官。821年至823年期間，他领导人民發動反對米海尔二世的起事。起事期間他反对聖像破壞運動。阿拉伯帝國的哈里发為削弱東羅馬帝國也援助托马斯。托马斯在安条克称帝。托馬斯一度占领了整個小亚细亚并攻占色雷斯和马其顿部分地区。821年末，托马斯的部隊進軍君士坦丁堡並包圍了該城1年。米海尔二世向保加利亚第一帝国国王奥莫尔塔格求助。奥莫尔塔格的部隊向托马斯進攻。雖然保加利亚人被击退，但托马斯也損失嚴重，並決定从君士坦丁堡撤军。托马斯最終戰敗並被東羅馬帝國處決。剩餘的勢力一直戰鬥到825年。